# Sommer-Paralympics 2008/Teilnehmer (Pakistan)
| stlisierte Goldmedaille | stlisierte Silbermedaille | stlisierte Bronzemedaille |
| ----------------------- | ------------------------- | ------------------------- |
| —                       | 1                         | —                         |

Pakistan nahm mit sechs Sportlern an den Sommer-Paralympics 2008 im chinesischen Peking teil.
Fahnenträger bei der Eröffnungsfeier war der Leichtathlet Haider Ali. Er errang auch als einziger einen Platz auf dem Podest. Im Weitsprung der Klasse F37/38 gewann er die Silbermedaille.

## Teilnehmer nach Sportarten

### Leichtathletik
Frauen
- Nadia Hafeez

Männer
- Haider Ali, 1×  (Weitsprung, Klasse F37/38)
- Raheel Anwar
- Shahzad Javed

### Powerlifting (Bankdrücken)
Männer
- Nasir Butt
- Naveed Ahmed Butt